# Улица Фабрициуса
У́лица Фабри́циуса — улица на северо-западе Москвы в Южном Тушино между улицей Свободы и проездом Донелайтиса.

## Происхождение названия
Ранее улица входила в состав бывшего города Тушино, где называлась Пионерская. С 1960 года в черте Москвы. В 1964 года для устранения одноимённости переименована в честь советского военного деятеля Яна Фрицевича Фабрициуса (1877—1929), участника Гражданской войны и подавления антибольшевистского Кронштадтского восстания.

## Описание
Улица Фабрициуса начинается от улицы Свободы напротив Лодочной улицы, проходит на запад, справа к ней примыкает Штурвальная улица, пересекает Новопоселковую и Сходненскую улицы, справа к ней примыкает Аэродромная улица, затем Походный проезд (слева) и Туристская улица (справа), выходит на проезд Донелайтиса напротив поймы реки Сходня.

## Здания и сооружения
По нечётной стороне:
- Дом 21 — Институт культуры и искусств Московского городского педагогического университета
- Дом 31А — Российская церковь христиан веры евангельской;

По чётной стороне:
- Дом 6, корпус 2 — школа № 828;
- Дом 10, корпус 2 — школа № 677 (с углубленным изучением математики и физики);
- Дом 16 — Департамент природопользования и охраны окружающей среды СЗАО;
- Дом 22 — торговый центр «Канси»;
- Дом 26 — Колледж полиции;
- Дом 32, корпус 2 — Начальная школа-детский сад № 1802 «Союз»;
- Дом 36А — учебный центр № 1819 «Каисса».
- Дом 42, корпус 1 - ООО "Сонатэк".

## Происшествия
- 18 апреля 2010 года один из домов по улице (№ 2), в котором расположено общежитие гастарбайтеров, забросали самодельными взрывными устройствами.[1]